# سانسیری
سانسیری (انگلیسی: Sansiri) شرکت املاک تایلندی است، که در سال ۱۹۸۴ تأسیس شد.